# زویا زاکاریان
زویا زاکاریان (به ارمنی: Զոյա Զաքարյան؛ زادهٔ ۲۵ خرداد ۱۳۲۹) ترانه‌سرا و نمایشنامه‌نویس ایرانی ارمنی‌تبار است.

## زندگی
زویا در ۲۵ خرداد ۱۳۲۹ در محلهٔ پل چوبی تهران در خانواده‌ای از ارامنهٔ آذربایجان به‌دنیا آمد. پدر و برادرش هر دو نوازنده بودند و مادرش خواننده گروه کُر بود. پس از اخذ دیپلم، به دانشگاه پهلوی شیراز رفت تا پزشکی بخواند، اما پس از یک سال برای تحصیل در رشته‌ هنر به تهران بازگشت.
پس از بازگشت از شیراز در دانشگاه هنرهای دراماتیک شروع به تحصیل کرد. نخستین ترانهٔ اجراشده‌اش «قُمری» نام داشت که با آهنگسازی فرید زلاند، تنظیم اریک آرکانت و اجرای لیلا فروهر در سال ۱۳۵۴ منتشر شد. از زویا در پیش از انقلاب ۱۵ ترانه توسط گوگوش، مارتیک، ابی، حسن شماعی‌زاده و لیلا فروهر اجرا و منتشر شده‌است.
وی در سال ۱۳۶۳، ایران را ترک کرد و به آلمان رفت و پس از دو سال، در سال ۱۳۶۵ به آمریکا مهاجرت کرد. در تمام این سال‌ها چند نمایشنامه نوشته و برای آوازخوانان بسیاری ترانه سروده‌است. ترانه‌های معشوق، شب‌زده، گهواره، فصل تازه، دست من نیست، کیوکیو بنگ‌بنگ در زمرهٔ شاخص‌ترین آثار او هستند.
وی همسر رضا ژیان بود.

## فعالیت‌های هنری
او در طول ترانه‌سرایی‌اش با خوانندگانی چون مارتیک، گوگوش، داریوش، ابی، معین، عارف، سیاوش قمیشی، لیلا فروهر، حسن شماعی‌زاده، نوش‌آفرین، داوود بهبودی، شهرام صولتی، مهرداد آسمانی، شهرزاد سپانلو و... همکاری داشته‌است.
زویا زاکاریان زمانی که در ایران زندگی می‌کرد، به‌همراه رضا ژیان نویسندهٔ مجموعهٔ تلویزیونی «مثل‌آباد» بود که از موفق‌ترین مجموعه‌های تلویزیونی آن زمان به‌شمار می‌آید. این مجموعه بسیاری از ضرب‌المثل‌ های ایرانی را به شکل داستانی بازتاب می‌داد.
زاکاریان به‌جز ترانه‌سرایی، در زمینه نمایشنامه‌نویسی نیز دارای آثاری متعددی است. خود او دربارهٔ نمایشنامه‌هایش می‌گوید: «در آمریکا ۶ نمایشنامه نوشته‌ام که یکی از آن‌ها به نام قصه‌های آقا جمال، محبوبیت بسیاری پیدا کرد و ۹ ماه روی صحنه بود.» در سال ۱۳۸۱، ماندانا زندیان ، که خود اکنون در آمریکا اقامت دارد، به جمع‌آوری و تنظیم ترانه‌های زویا زاکاریان پرداخت و گزیده‌ای از آن آثار را با نظارت شاعر در مجموعه‌ای به نام «طلوع از مغرب» در ایران منتشر کرد.

## ترانه‌شناسی
اطلاعات مندرج در این جدول بر اساس کتاب «پاکت بی‌تمبر و تاریخ» (گفت‌وگو و مجموعه‌ترانه‌های زویا زاکاریان) تنظیم شده‌است.
| نام ترانه               | خواننده         | آهنگساز         | تنظیم‌کننده                            | سال انتشار |
| ----------------------- | --------------- | --------------- | ------------------------------------- | ---------- |
| قُمری                    | لیلا فروهر      | فرید زلاند      | Eric Arconte                          | ۱۹۷۵       |
| چلچله                   | حسن شماعی‌زاده   | مارتیک          | Redy Bobbio                           | ۱۹۷۵       |
| حریر                    | مارتیک          | مارتیک          | Eric Arconte                          | ۱۹۷۶       |
| جادهٔ سبز                | مارتیک          | مارتیک          | Eric Arconte                          | ۱۹۷۶       |
| حرف عاشقونه             | مارتیک          | مارتیک          | کامران خاشع                           | ۱۹۷۶       |
| کشتی زرورقی             | مارتیک          | مارتیک          | کامران خاشع                           | ۱۹۷۶       |
| شاعر                    | گوگوش و مارتیک  | مارتیک          | مارتیک - مصطفی کفایی - Eric Arconte   | ۱۹۷۶       |
| فصل تازه                | گوگوش           | واروژان         | واروژان                               | ۱۹۷۶       |
| گهواره                  | گوگوش           | واروژان         | واروژان                               | ۱۹۷۶       |
| معشوق                   | گوگوش           | مارتیک          | Eric Arconte                          | ۱۹۷۶       |
| طلوع از مغرب            | مارتیک          | مارتیک          | آندرانیک                              | ۱۹۷۷       |
| منو بشناس               | گوگوش           | حسن شماعی‌زاده   | منوچهر چشم‌آذر                         | ۱۹۷۷       |
| شب‌زده                   | ابی             | واروژان         | واروژان                               | ۱۹۷۷       |
| خالی                    | ابی             | سیاوش قمیشی     | Eric Arconte                          | ۱۹۷۸       |
| آینه                    | مارتیک          | مارتیک          | آندره آرزومانیان                      | ۱۹۷۸       |
| روز خوب                 | گوگوش           | مارتیک          | سیمون آوانسیان                        | ۱۹۷۸       |
| وفادار وطن              | داوود بهبودی    | داوود بهبودی    | منوچهر چشم‌آذر                         | ۱۹۸۲       |
| صحنه                    | حسن شماعی‌زاده   | حسن شماعی‌زاده   | حسن شماعی‌زاده                         | ۱۹۸۲       |
| فقط یک‌بار               | مارتیک          | مارتیک          | منوچهر چشم‌آذر                         | ۱۹۸۹       |
| پارهٔ نور                | مارتیک          | مارتیک          | مارتیک                                | ۱۹۸۹       |
| نگو عاشق نیستی          | مارتیک          | مارتیک          | مارتیک                                | ۱۹۸۹       |
| وقت آمده                | عارف            | احمد پژمان      | احمد پژمان                            | ۱۹۸۹       |
| ترس از عشق              | دلارام          | احمد پژمان      | احمد پژمان                            | ۱۹۸۹       |
| خواجه                   | بهار            | داوود اردلان    | داوود اردلان                          | ۱۹۹۲       |
| چکامهٔ سفرهٔ سین          | داریوش          | داوود اردلان    | داوود اردلان                          | ۱۹۹۳       |
| امروز                   | گروه سیلوئت     | فرزین فرهادی    | فرزین فرهادی                          | ۱۹۹۶       |
| پنجم تیر                | گروه سیلوئت     | فرزین فرهادی    | فرزین فرهادی                          | ۱۹۹۶       |
| ماه و پلنگ (نه! نباید!) | عارف            | مارتیک          | عبدی یمینی                            | ۱۹۹۶       |
| نامه                    | سیاوش قمیشی     | سیاوش قمیشی     | استیو مک‌کرام                          | ۱۹۹۶       |
| نامهٔ ۲                  | احمدرضا نبی‌زاده | احمدرضا نبی‌زاده | احمدرضا نبی‌زاده                       | ۱۹۹۷       |
| گُل                      | حسن شماعی‌زاده   | حسن شماعی‌زاده   | منوچهر چشم‌آذر                         | ۱۹۹۷       |
| چه‌ خبر                  | مارتیک          | حسن شماعی‌زاده   | تیگران ساکیان                         | ۱۹۹۷       |
| چهل سال                 | مارتیک          | مارتیک          | تیگران ساکیان                         | ۱۹۹۷       |
| خوش به حالتون           | مارتیک          | حسن شماعی‌زاده   | منوچهر چشم‌آذر                         | ۱۹۹۷       |
| دل‌غرقه                  | مارتیک          | امیر خانیان     | تیگران ساکیان                         | ۱۹۹۷       |
| دوست و دشمن             | مارتیک          | حسن شماعی‌زاده   | تیگران ساکیان                         | ۱۹۹۷       |
| سرشار از عشق            | مارتیک          | داوود اردلان    | تیگران ساکیان                         | ۱۹۹۷       |
| شراب‌خانه                | مارتیک          | لقمان ادهمی     | منوچهر چشم‌آذر                         | ۱۹۹۷       |
| مهتاب‌ خانوم             | مارتیک          | مارتیک          | منوچهر چشم‌آذر                         | ۱۹۹۷       |
| بسه                     | رازمیک          | واهان اسکندریان | واهان اسکندریان                       | ۱۹۹۹       |
| رقیب                    | رازمیک          | واهان اسکندریان | واهان اسکندریان                       | ۱۹۹۹       |
| صدام کن                 | رازمیک          | واهان اسکندریان | واهان اسکندریان                       | ۱۹۹۹       |
| عشق سوم                 | رازمیک          | واهان اسکندریان | واهان اسکندریان                       | ۱۹۹۹       |
| شاخه نبات               | رازمیک          | واهان اسکندریان | واهان اسکندریان                       | ۱۹۹۹       |
| بگو! بگو!               | نوش‌آفرین        | فرزین فرهادی    | فرزین فرهادی                          | ۱۹۹۹       |
| گله نکن!                | نوش‌آفرین        | Brian Wayy      | Brian Wayy                            | ۱۹۹۹       |
| پرستو                   | پیروز           | فرزین فرهادی    | فرزین فرهادی                          | ۱۹۹۹       |
| اعتراض                  | شهرزاد سپانلو   | فرزین فرهادی    | فرزین فرهادی                          | ۲۰۰۰       |
| بی‌تو                    | شهرزاد سپانلو   | فرزین فرهادی    | فرزین فرهادی                          | ۲۰۰۰       |
| قصهٔ ما                  | شهرزاد سپانلو   | فرزین فرهادی    | فرزین فرهادی                          | ۲۰۰۰       |
| شب                      | ستار            | حسن شماعی‌زاده   | منوچهر چشم‌آذر                         | ۲۰۰۱       |
| قدیما                   | لیلا فروهر      | سیاوش قمیشی     | شوبرت آواکیان                         | ۲۰۰۱       |
| فرصت                    | نوش‌آفرین        | فرزین فرهادی    | فرزین فرهادی                          | ۲۰۰۱       |
| موندگار                 | نوش‌آفرین        | فرزین فرهادی    | فرزین فرهادی                          | ۲۰۰۱       |
| بی‌بی جون                | شهرام صولتی     | صادق نوجوکی     | صادق نوجوکی                           | ۲۰۰۲       |
| بزی جون                 | گروه شی با هی   | رامین زمانی     | رامین زمانی                           | ۲۰۰۲       |
| اسمت چیه                | گروه شی با هی   | رامین زمانی     | رامین زمانی                           | ۲۰۰۲       |
| با شما                  | مارتیک          | مارتیک          | مارتیک - آلبرت بلبلیان                | ۲۰۰۲       |
| نوش                     | مارتیک          | مارتیک          | مارتیک - آلبرت بلبلیان                | ۲۰۰۲       |
| دست‌های من               | مارتیک          | مارتیک          | آرتاشز کارتالیان                      | ۲۰۰۲       |
| منو ببخش                | مارتیک          | آرمن آهارونیان  | منوچهر چشم‌آذر                         | ۲۰۰۲       |
| گریه هم چیز بدی نیست    | مارتیک          | مارتیک          | مارتیک                                | ۲۰۰۲       |
| آذرآبادگان من           | داریوش          | رحمان وطن‌دوست   | آرمن آهارونیان                        | ۲۰۰۳       |
| کیو کیو! بنگ بنگ!       | گوگوش           | مهرداد آسمانی   | منوچهر چشم‌آذر                         | ۲۰۰۳       |
| نگاه تو                 | مارتیک و هلن    | زویا زاکاریان   | محمد ستاری                            | ۲۰۰۳       |
| جادوی عشق               | مهرداد آسمانی   | مهرداد آسمانی   | محمد ستاری                            | ۲۰۰۳       |
| دست من نیست             | مهرداد آسمانی   | مهرداد آسمانی   | منوچهر چشم‌آذر                         | ۲۰۰۳       |
| شطرنج                   | مهرداد آسمانی   | مهرداد آسمانی   | منوچهر چشم‌آذر                         | ۲۰۰۳       |
| فاصله                   | مهرداد آسمانی   | مهرداد آسمانی   | منوچهر چشم‌آذر                         | ۲۰۰۳       |
| گهوارهٔ سیاوش            | مهرداد آسمانی   | مهرداد آسمانی   | امیر بدخش                             | ۲۰۰۳       |
| ماهک                    | مهرداد آسمانی   | مهرداد آسمانی   | منوچهر چشم‌آذر                         | ۲۰۰۳       |
| ننه‌بارون                | مهرداد آسمانی   | مهرداد آسمانی   | امیر بدخش                             | ۲۰۰۳       |
| یار گلم                 | مهرداد آسمانی   | مهرداد آسمانی   | محمد ستاری                            | ۲۰۰۳       |
| خلیج فارس               | عارف            | محمد شمس        | محمد شمس                              | ۲۰۰۴       |
| آهوی عشق                | گوگوش           | مهرداد آسمانی   | منوچهر چشم‌آذر                         | ۲۰۰۴       |
| با هم                   | گوگوش           | مهرداد آسمانی   | اندی جی                               | ۲۰۰۴       |
| پیر مشرق                | گوگوش           | بابک امینی      | بابک امینی                            | ۲۰۰۴       |
| عید عاشق                | گوگوش           | مهرداد آسمانی   | اندی جی                               | ۲۰۰۴       |
| بانوی آبی‌پوش            | مجید رکنی       | آندرانیک        | آندرانیک                              | ۲۰۰۴       |
| دو عاشق                 | لیلا فروهر      | ملودیِ عربی      | Brian Wayy                            | ۲۰۰۵       |
| یک بوسه                 | لیلا فروهر      | ملودیِ عربی      | بیژن مرتضوی                           | ۲۰۰۵       |
| نزدیک‌تر از عشق          | لیلا فروهر      | زویا زاکاریان   | بیژن مرتضوی                           | ۲۰۰۵       |
| پردیس                   | لیلا فروهر      | بیژن مرتضوی     | بیژن مرتضوی                           | ۲۰۰۵       |
| وقتی به تو می‌رسم        | لیلا فروهر      | رامین زمانی     | محمد ستاری                            | ۲۰۰۵       |
| بانوی خاوری             | ابی             | شوبرت آواکیان   | شوبرت آواکیان                         | ۲۰۰۶       |
| حریق سبز                | ابی             | شوبرت آواکیان   | شوبرت آواکیان                         | ۲۰۰۶       |
| حنا خانم                | ابی             | شوبرت آواکیان   | شوبرت آواکیان                         | ۲۰۰۶       |
| من اگه خدا بودم         | ابی             | شوبرت آواکیان   | شوبرت آواکیان                         | ۲۰۰۶       |
| از ساعت یک تا ساعتِ هشت  | بیژن آریا       | شوبرت آواکیان   | شوبرت آواکیان                         | ۲۰۰۶       |
| چه عجب                  | بیژن آریا       | شوبرت آواکیان   | شوبرت آواکیان                         | ۲۰۰۶       |
| تو کی هستی؟             | سپیده           | شوبرت آواکیان   | شوبرت آواکیان                         | ۲۰۰۷       |
| به تو گفتم، نگفتم؟!     | معین            | صادق نوجوکی     | صادق نوجوکی                           | ۲۰۰۷       |
| گریه کنم یا نکنم؟       | گوگوش           | بابک امینی      | بابک امینی                            | ۲۰۰۸       |
| با تو بد نیستم          | مارتیک          | زویا زاکاریان   | اروین خاچیکیان                        | ۲۰۰۸       |
| چه‌ها شد!                | راستین          | فرید زلاند      | فرید زلاند                            | ۲۰۱۱       |
| لحظهٔ دیدار              | مارتیک          | فرید زلاند      | تیگران ساکیان                         | ۲۰۱۵       |
| خبری نیست               | مارتیک          | فرید زلاند      | منوچهر چشم‌آذر                         | ۲۰۱۵       |
| هم‌آغوش                  | مارتیک          | مارتیک          | تیگران ساکیان                         | ۲۰۱۵       |
| سایه‌نشین                | مارتیک          | مارتیک          | مارتیک - Arturo Solar - Jual Portillo | ۲۰۱۵       |
| دُردانه                  | مارتیک          | سلیمان واثقی    | آرتور گریگوریان                       | ۲۰۱۵       |
| شکرانه                  | مارتیک          | فرید زلاند      | شوبرت آواکیان                         | ۲۰۱۵       |
| جان عشق                 | مارتیک          | زویا زاکاریان   | شوبرت آواکیان                         | ۲۰۱۵       |
| طلا                     | مارتیک          | اندی جی         | اندی جی                               | ۲۰۱۵       |
| چه زیبا بود (واروژان)   | گوگوش           | واروژان         | تیگران ساکیان                         | ۲۰۱۵       |
| شب بیداد                | مارتیک          | مهین زرین‌پنجه   | کارلوس رودگارمن                       | ۲۰۲۱       |
| یه خونه دارم            | عارف            | سیاوش قمیشی     | سهراب لشگری                           | ۲۰۲۴       |
| یه خونه دارم (بازخونی)  | عارف            | سیاوش قمیشی     | سهراب لشگری                           | ۲۰۲۵       |
| بهشت                    | -               | -               | -                                     |            |
| تصویر                   | -               | زویا زاکاریان   | -                                     |            |
| غفلت                    | -               | مهرداد آسمانی   | -                                     |            |
| یه‌نگاه                  | عارف            | زویا زاکاریان   | اندی جی                               |            |
| فرار                    | -               | -               | -                                     |            |
| دموکراسی                | -               | -               | -                                     |            |